# Murmerwoude
Murmerwoude (Fries: Moarrewâld, [mṷarə’vɔ:t]) is een voormalig dorp in de gemeente Dantumadeel in de Nederlandse provincie Friesland. 

## Geschiedenis

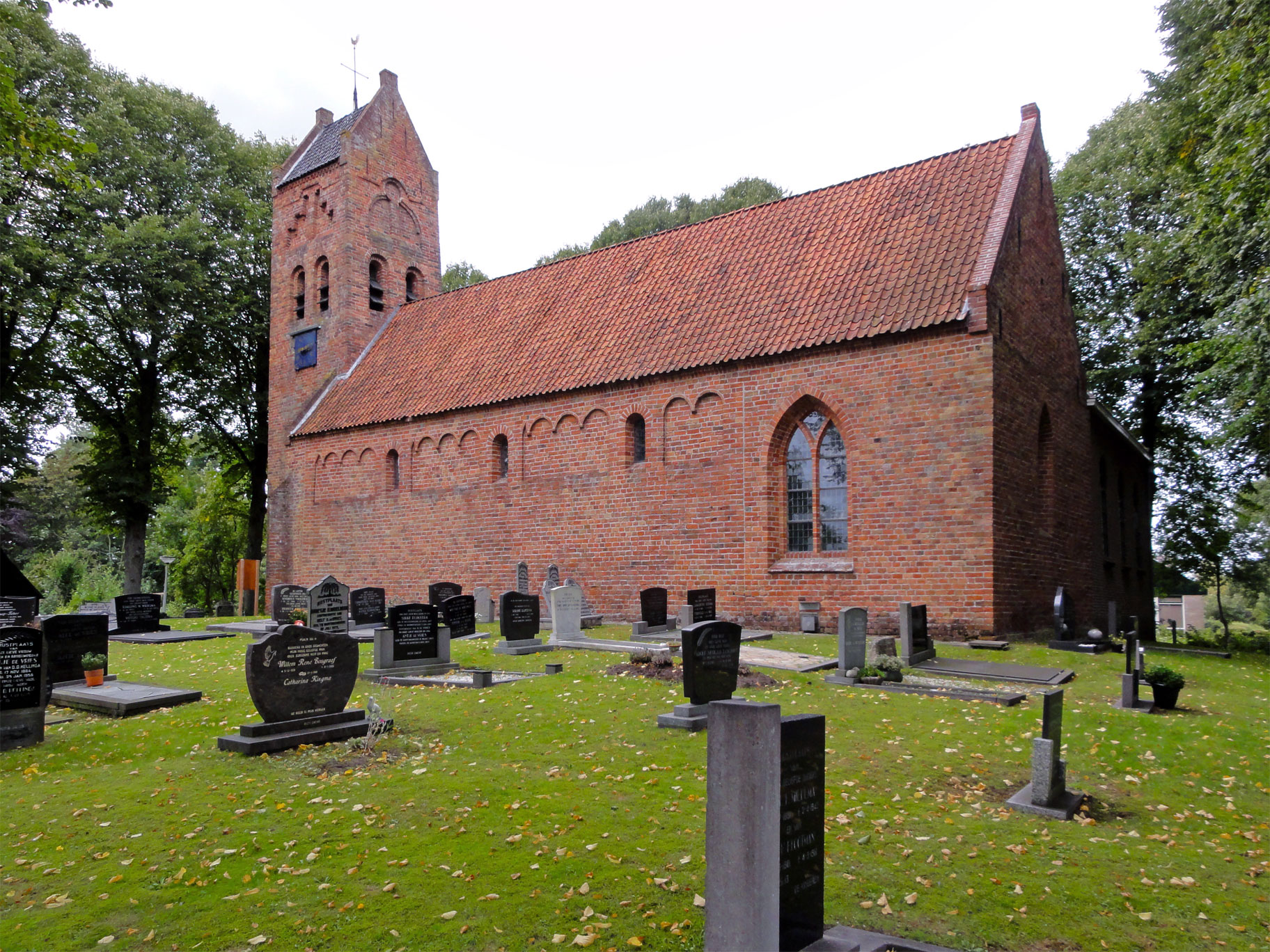
De Bonifatiuskerk in 2010

Op 1 januari 1971 werden Murmerwoude, Akkerwoude en Dantumawoude samengevoegd tot Damwoude. Murmerwoude was het centraal gelegen dorp van de drie. Het vormt dan ook het hart van het nieuwe dorp.
De naam Murmerwoude is afgeleid van "moarre" wat hoogveen betekent. Woude betekent "gebied". Echter, volgens sommige verhalen zou de naam Murmerwoude afgeleid zijn van "Moordenaarswoude", omdat hier in het jaar 754 Bonifatius zou zijn gedood.
Murmerwoude is gebouwd op een terp rond een kerk. Deze kerk is rond 1200 gesticht, in 1922/1923 werd er een aanbouw aan de noordoostkant gebouwd. De kerk werd van 1961 tot 1963 gerestaureerd.
Tot 1881 was Rinsumageest de hoofdplaats van Dantumadeel. In 1881 werd Murmerwoude de hoofdplaats van de gemeente Dantumadeel. Het gemeentehuis stond destijds aan de Kruisweg. In 1972 verhuisde de gemeente naar de Rinsma State in Driesum, om in 1999 terug te keren naar Damwoude.
Van 1880 tot 1947 had Murmerwoude een halte aan de tramlijn Dokkum-Veenwouden.

## Geboren in Murmerwoude
- Akky van der Veer (1943-2019), schrijfster
- Piet Hoekstra (1947), wielrenner

## Overleden in Murmerwoude
- Hjerre Gjerrits van der Veen (1816-1887) - schrijver en dichter

## Plaatsen in Dantumadeel
Dorpen: Broeksterwoude · Damwoude · De Valom · Zwaagwesteinde · Driesum · Rinsumageest · Roodkerk · Sijbrandahuis · Veenwouden · Veenwoudsterwal (deels) · Wouterswoude 

Buurtschappen: Kuikhorne (deels) · Oostwoud

Voormalige dorpen: Akkerwoude · Dantumawoude · Murmerwoude

Friesland: Steden en dorpen      Nederland: Provincies · Gemeenten